# Barcana
Barcana é uma duna de areia com a forma da lua no sua fase de quarto crescente, que pode ser encontrada em determinados desertos. As pontas do crescente ficam viradas para o lado oposto àquele de onde o vento sopra e o declive mais suave fica virado para o vento.